# Đồng Yên, Tuyên Quang
Đồng Yên là một xã thuộc tỉnh Tuyên Quang, Việt Nam.

## Địa lý
Xã Đồng Yên nằm ở phía tây nam huyện Bắc Quang, cách trung tâm huyện 40 km, có vị trí địa lý:
- Phía đông giáp xã Đông Thành
- Phía tây và nam giáp tỉnh Yên Bái
- Phía bắc giáp huyện Quang Bình và xã Vĩnh Phúc.

Xã Đồng Yên có diện tích 40,58 km², dân số năm 2019 là 7.624 người, mật độ dân số đạt 188 người/km².

## Hành chính
Xã Đồng Yên được chia thành 8 thôn: An Xuân, Bưa, Đồng Hương, Đồng Kem, Đồng Mừng, Ke Nhan, Khuổi Hốc, Thượng An.

## Lịch sử
Ngày 1 tháng 12 năm 2003, Chính phủ ban hành Nghị định 146/2003/NĐ-CP về việc thành lập xã Đông Thành trên cơ sở điều chỉnh 3.891,10 ha diện tích tự nhiên và 2.293 nhân khẩu của xã Đồng Yên.
Sau khi thành lập xã Đông Thành, xã Đồng Yên còn lại 4.053,90 ha diện tích tự nhiên và 6.034 nhân khẩu.
Ngày 6 tháng 12 năm 2023, UBND tỉnh Hà Giang ban hành Quyết định số 2422/QĐ-UBND về việc công nhận xã Đồng Yên là đô thị loại V.